# Guido Calogero
Guido Calogero (ur. 4 grudnia 1904 w Rzymie, zm. w 1986 w Rzymie) – włoski filozof i historyk filozofii.

## Życiorys
W latach 1931-1934 Calogero był profesorem filozofii Uniwersytetu we Florencji, w latach 1934-1942 Uniwersytetu w Pizie. W 1942 został aresztowany za działalność antyfaszystowską. W latach 1948–1950 był profesorem uniwersytetu w Montrealu, 1950-1955 dyrektorem Włoskiego Instytutu Kultury w Londynie, 1951-1974 profesorem uniwersytetu w Rzymie. W Rzymie założył w 1963 czasopismo "La Cultura", którego był redaktorem naczelnym.
Calogero jest czołowym przedstawicielem lewicy aktualistycznej, wpływowej grupy filozofów włoskich, którzy nawiązują wprawdzie do idealizmu aktualnego Giovanniego Gentilego, usiłują jednak odciąć się od powiązań tego kierunku filozoficznego z faszyzmem, skłaniając się przy tym do polityki lewicowej. Sam Calogero jest teoretykiem tzw. socjalizmu liberalnego, a jego przekonania filozoficzne składają się na "filozofię dialogu" ("dialogikę"). Socjalizm liberalny jest dla Calogera spójnym, stanowiącym połączenie liberalizmu i socjalizmu programem politycznym, który określa jako "liberalsocjalizm" (Difesa del liberalsocialismo, Roma 1945). Pogram liberalsocjalizmu został przyjęty przez bardzo aktywną na włoskiej scenie politycznej po upadku faszyzmu partię polityczną Partito d'Azione, która postulowała harmonijne współistnienie gospodarki prywatnej i uspołecznionej. "Dialogika" Calogera (Filosofia del dialogo, Milano 1962) wyraża podobne idee eklektyzmu i doprowadzenia do zgody sprzecznych tendencji jak jego projekt uzgodnienia liberalizmu i socjalizmu - ma stanowić przy ty stanowić pewnego rodzaju alternatywę dla marksistowskiej koncepcji rozwoju, dla dialektyki jako walki przeciwieństw. Szczególne znaczenie ma dla Calogera, filozofa laickiego życzliwego religii, uzgodnienie myślenia laickiego i religijnego, stanowiące jeden z głównych czynników kształtowania się jego poglądów.